# Carex derelicta
Carex derelicta là một loài thực vật có hoa trong họ Cói. Loài này được Štepánková mô tả khoa học đầu tiên năm 2008.